# Magiun de Topoloveni
Magiun de Topoloveni es una variedad rumana tradicional basada en ciruela, que ha recibido una Denominación de origen protegida de la Unión Europea desde 2011. Magiun de Topoloveni es una especie de mermelada elaborada con variedades de ciruelas muy maduras, sin azúcar añadido. Es de la ciudad de Topoloveni en el Distrito de Argeș.

## Historia
La receta del magiun de Topoloveni se remonta a 1914 y contiene al menos 4 variedades de ciruelas.
El magiun de Topoloveni se produce exclusivamente en la zona entre las localidades de Boțarcani, Crințești, Goleștii Bădii, Gorănești, Inurile, Țigănești , Topoloveni y Vițichești. Esta región, particularmente adecuada para el cultivo de ciruelas, pertenece al Distrito de Argeș, en la región histórica de Valaquia. Los huertos de ciruelos cubren alrededor de 17000 hectáreas.
El magiun se convirtió en el primer producto natural rumano certificado, protegido por la Unión Europea mediante orden nº 338/2011 del 7 de abril de 2011. La Comisión Europea ha reconocido una denominación de origen protegida y una indicación geográfica protegida en Magiun de Topoloveni.
En 2003, Rumanía desplegó tropas en Afganistán, como miembro de la OTAN. En 2009, el magiun 100% natural de Topoloveni reemplazó a la mermelada en todas las bases de la OTAN. En 2010, la fábrica de Topoloveni fue nombrada proveedor oficial de la "Casa Real rumana".

## Etimología
La palabra magiun proviene del idioma turco macun que significa "untar".

## Preparación
La receta del magiun de Topoloveni, requiere cuatro tipos diferentes de ciruelas, que se cuecen durante 10 horas sin azúcar a fuego muy lento hasta que el magiun se pegue a la cuchara. El magiun de Topoloveni es una pasta espesa, de color marrón oscuro, con un contenido de materia seca mínimo del 55%. Esta concentración, que corresponde a 55 °Brix, garantiza la conservación del producto, a una temperatura máxima de 20º centígrados, sin adición de ningún producto aditivo.
Las ciruelas utilizadas para la producción de magiun de Topoloveni pertenecen a diversas variedades locales de Prunus domestica: Boambe de Leordeni, Bistrițeana, Brumarii, Centenar, Dâmbovița, Grasa ameliorată, Grasa Românesca, Pescăruș, Piteștean, Silvia, Stanley, Tomnatici Caransebeș, Tuleu gras, Tuleu timpuriu, Vâlcean, Vînăta Româneasca.